# Universiteit van Bristol

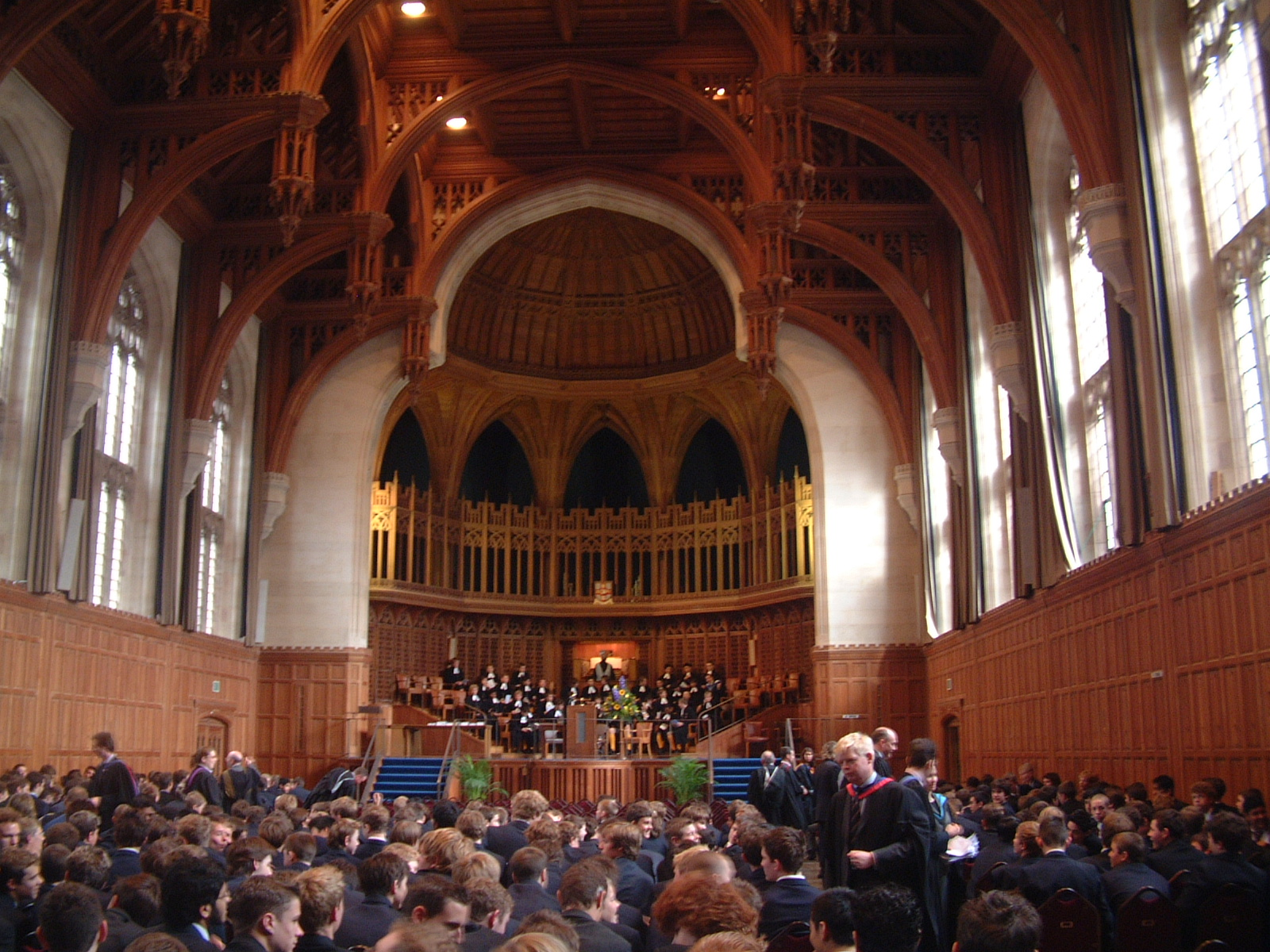
De Grote Zaal van de universiteit, gebruikt voor ceremonies

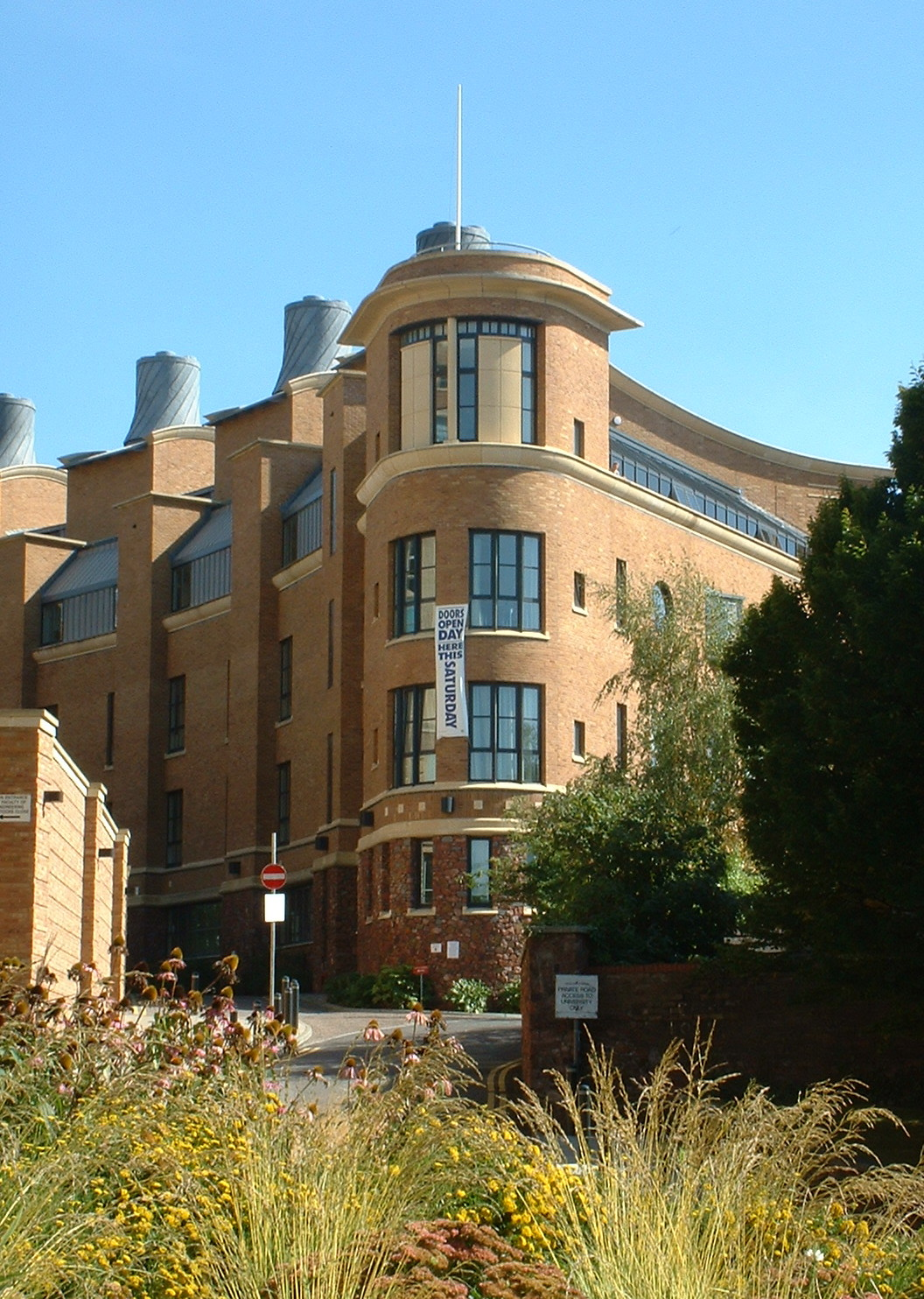
Het gebouw van het departement scheikunde

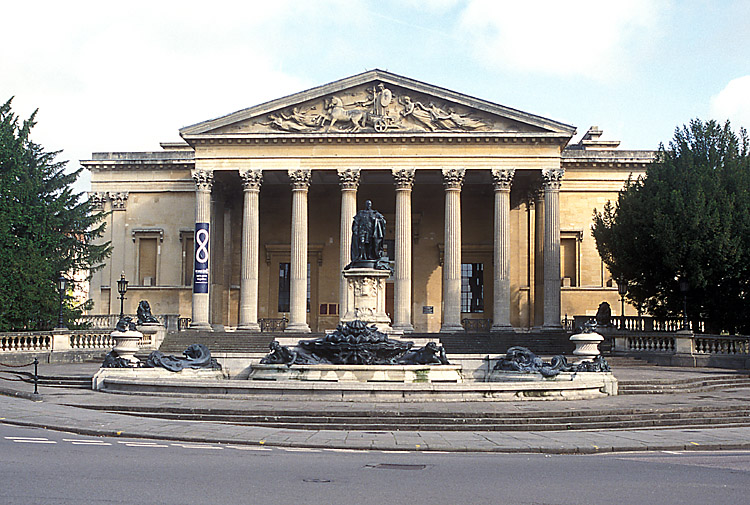
Het gebouw van het departement muziek

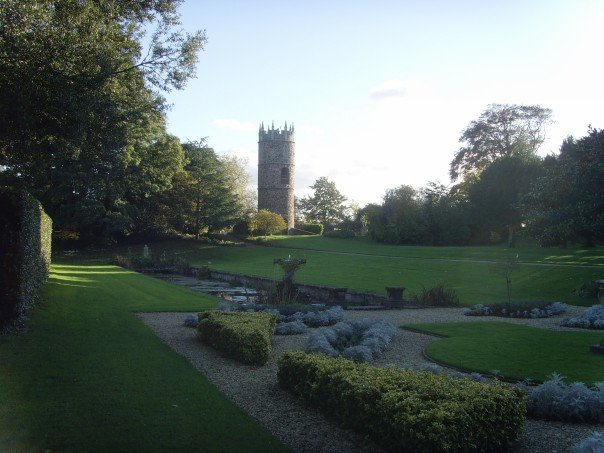
De tuinen van de universiteit

De Universiteit van Bristol (Engels: University of Bristol) is een Britse universiteit gelegen in de stad Bristol, die deel uitmaakt van de Russel Groep. Anno 2008 telde de universiteit meer dan 22.000 studenten. Het is een van de grootste universiteiten van Groot-Brittannië.

## Geschiedenis
De universiteit werd ingehuldigd op 4 december 1909 door koning Eduard VII, alhoewel er al twee eerdere instituten aanwezig waren:
- De Bristol Medical School werd opgericht in 1833 en bleef bestaan tot 1893.
- Het Universiteitscollege van Bristol bestond van 1876 tot 1909.

## Faculteiten
De universiteit is ingedeeld in zes faculteiten, die verder onderverdeeld zijn in departementen:

### Faculteit letteren en wijsbegeerte
- Archeologie en antropologie
- Drama: theater, film en televisie
- Kunstgeschiedenis
- Muziek
- Filosofie
- Geschiedenis
- Engels
- Theologie
- Frans
- Duits
- Spaans en Portugees
- Italiaans
- Russisch

### Faculteit techniek
- Luchtvaarttechniek
- Civiele techniek
- Informatica
- Elektrotechniek
- Toegepaste wiskunde
- Werktuigbouwkunde

### Faculteit medische wetenschappen
- Anatomie
- Biochemie
- Diergeneeskunde
- Fysiologie en farmacie

### Faculteit wetenschappen
- Biologie
- Scheikunde
- Aardwetenschappen
- Aardrijkskunde
- Psychologie
- Wiskunde
- Natuurkunde

### Faculteit geneeskunde en tandheelkunde
- Klinische wetenschappen
- Geneeskunde
- Tandheelkunde
- Sociale geneeskunde

### Faculteit sociale wetenschappen en recht
- Audiologie
- Politicologie
- Maatschappelijk werk
- Sociologie
- Onderwijs
- Voedings- en dieetkunde
- Boekhouding
- Economie
- Management
- Rechtsgeleerdheid
- Oost-Aziatische studies

## Bekende alumni en docenten
- David Bamber, acteur
- Michael Berry, mathematisch fysicus
- David Bohm, kwantumfysicus
- Christopher Bowes, musicus
- Derren Brown, mentalist en illusionist
- Angela Carter, schrijfster en journaliste
- Paul Dirac, theoretisch natuurkundige
- Manuel Esquivel, Belizaans politicus
- Klaus Fuchs, atoomgeleerde en spion
- Caroline Goodall, actrice
- Dorothy Crowfoot Hodgkin, scheikundige en kristallografe
- Jason Isaacs, acteur
- Sarah Kane, toneelschrijfster
- Jean-Marie Gustave Le Clézio, schrijver en Nobelprijswinnaar
- Matt Lucas, acteur
- Nevill Mott, natuurkundige
- Hinke Osinga, vanaf 2011 hoogleraar wiskunde in Auckland.
- Simon Pegg, acteur en komiek
- Cecil Powell, natuurkundige
- William Ramsay, scheikundige
- Arnold Ridley, toneelschrijver en acteur
- David Walliams, acteur
- Emily Watson, actrice
- Michael Winterbottom, filmregisseur

Aarhus ·
Åbo ·
Barcelona ·
Bergen ·
Boedapest ·
Bologna ·
Bristol ·
Cambridge ·
Coimbra ·
Dublin ·
Edinburgh ·
Galway ·
Genève ·
Göttingen ·
Graz ·
Granada ·
Groningen ·
Heidelberg ·
Iași ·
Jena ·
Krakau ·
Leiden ·
Leuven ·
Louvain-la-Neuve ·
Lyon ·
Montpellier ·
Oxford ·
Padua ·
Pavia ·
Poitiers ·
Praag ·
Salamanca ·
Siena ·
Tartu ·
Thessaloniki ·
Turku ·
Uppsala ·
Würzburg